# Heinz-Dietrich Löwe
Heinz-Dietrich Löwe (* 27. Juli 1944 in Brandenburg) ist ein deutscher Historiker für osteuropäische Geschichte.
Heinz-Dietrich Löwe studierte in Freiburg und an der London School of Economics und lehrte an den Universitäten Freiburg, Bielefeld und Oxford, wo er erst Fellow des Oxford Centre for Postgraduate Hebrew Studies und Research Fellow des Wolfson College (1987–1990) und dann Faculty Lecturer und Fellow des St Antony’s College (1990–1992) war.
Seit 1992 lehrte er als Professor für Osteuropäische Geschichte in Heidelberg. Er war Direktor des ehemals eigenständigen Seminars für Osteuropäische Geschichte und Leiter der aus Drittmitteln finanzierten „Forschungsstelle für Geschichte und Kultur der Deutschen in Russland“. Löwe engagierte sich sehr in der Universitätsverwaltung. Von 1997 bis 1999 war er Prorektor der Universität Heidelberg, zuständig für internationale Beziehungen der Universität, für die Geisteswissenschaften und für die Lehre. Von 1995 bis 1996 und wieder von 2006 bis 2010 war er Dekan der Philosophischen Fakultät sowie von 1996 bis 1997 war er Prodekan. Im Juli 2012 wurde er emeritiert.
Seine Forschungsschwerpunkte sind die Juden in Osteuropa, der russische Antisemitismus sowie die Bauern in Russland. Zu seinen akademischen Schülern zählen u. a. Frank Grüner, Franziska Schedewie und Ralph Tuchtenhagen.

## Schriften
Monografien
- Antisemitismus und reaktionäre Utopie. Russischer Konservatismus im Kampf gegen den Wandel von Staat und Gesellschaft, 1890–1917 (= Historische Perspektiven. Bd. 13). Hoffmann & Campe, Hamburg 1978, ISBN 3-455-09229-2.
- Die Lage der Bauern in Rußland, 1880–1905. Wirtschaftliche und soziale Veränderungen in der ländlichen Gesellschaft des Zarenreiches (= Studien zur Wirtschafts- und Sozialgeschichte. Bd. 7). Scripta Mercaturae, St. Katharinen 1987, ISBN 3-922661-38-6 (Zugleich: Freiburg (Breisgau), Universität, Habilitationsschrift, 1987).
- The Tsars and the Jews. Reform, Reaction and Anti-Semitism in Imperial Russia 1772–1917. Harwood Academic Publishers, Chur u. a. 1993, ISBN 3-7186-5289-7.
- Stalin. Der entfesselte Revolutionär (= Persönlichkeit und Geschichte. Bd. 162). 2 Bände. Muster-Schmidt, Göttingen u. a. 2002, ISBN 3-7881-0153-9 (Besprechung).

Herausgeberschaften
- mit Günther H. Tontsch und Stefan Troebst: Minderheiten, Regionalbewußtsein und Zentralismus in Ostmitteleuropa (= Siebenbürgisches Archiv. Bd. 35). Böhlau, Köln u. a. 2000, ISBN 3-412-12799-X.
- Volksaufstände in Rußland. Von der Zeit der Wirren bis zur „Grünen Revolution“ gegen die Sowjetherrschaft (= Forschungen zur osteuropäischen Geschichte. Bd. 65). Harrassowitz, Wiesbaden 2006, ISBN 3-447-05292-9 (Rezension von Tobias Grill).
- mit Frank Grüner und Urs Heftrich: „Zerstörer des Schweigens“. Formen künstlerischer Erinnerung an die nationalsozialistische Rassen- und Vernichtungspolitik in Osteuropa. Böhlau, Köln u. a. 2006, ISBN 3-412-36105-4.
- mit Maik Hendrik Sprotte und Wolfgang Seifert: Der Russisch-Japanische Krieg 1904/05. Anbruch einer neuen Zeit? Harrassowitz, Wiesbaden 2007, ISBN 978-3-447-05707-3.
- mit Felicitas Fischer von Weikersthal, Christoph Garstka und Urs Heftrich: Der nationalsozialistische Genozid an den Roma Osteuropas. Geschichte und künstlerische Verarbeitung. Böhlau, Köln u. a. 2008, ISBN 978-3-412-20181-4.